# Kukly
Kukly (anglicky The Chrysalids) je sci-fi román anglického spisovatele Johna Wyndhama. Řadí se do podžánru postapokalyptická sci-fi. V Anglii kniha poprvé vyšla roku 1955, v České republice ji vydalo v roce 1992 nakladatelství Odeon.

## Hlavní postavy
- David Strorm – vypravěč příběhu
- Sophie Wender – mladá dívka s šesti prsty na nohou
- Joseph Strorm – otec Davida a Petry
- strýc Axel
- Petra Strorm – nejmladší z dětí Strormových
- Michael – nejschopnější ze skupiny telepatů
- Rosalinda Morton – sestřenice Davida a jemu nejbližší osoba
- Rachel – taktéž dívka s telepatickými schopnostmi

## Děj
Příběh začíná v době, kdy je David Strorm ještě malý chlapec. Žije v době, kdy je svět poničený po nukleární válce. Kvůli zvýšené radioaktivitě je všude hodné mutací nejen rostlinných, ale i živočišných. Lidé našli v kamenné schránce pod zemí Bibli a dospěli k názoru, že zánik Dávných lidí nastal proto, že na ně Bůh seslal Utrpení. Všechny mutace jsou vyháněny do Hraniční země, kde se nedaří žádným rostlinám růst, aniž by byly zasaženy radioaktivitou.
David si našel kamarádku Sophii, která se ale s šesti prsty na noze řadí mezi mutace, a proto bude vyhoštěna ze země i se svými rodiči. David je také postižený, ale v jiném smyslu slova. Ovládá totiž spolu s několika dalšími dětmi telepatii. Na to se později přijde a David se svou sestrou Petrou a sestřenicí Rosalindou, kterou miluje, prchá do Hraniční země. Petřina schopnost telepatie je ale dokonalejší než schopnosti ostatních, a tak se jí povede zkontaktovat ženu ze Zealandu, na kterém jsou všichni lidé schopni společného myšlení. Přítelkyně ze Zealandu dorazí do Hraniční země a přepraví Petru, Rosalindu i Davida na Zealand.

## Inspirace
- Hudební skladba "Crown of Creation" od americké rockové kapely Jefferson Airplane byla inspirována románem Kukly. Její název a text skladby je převzat z příběhu se svolením Johna Wyndhama. [1]